# Massenpanik
Der Begriff Massenpanik bezeichnet ein Unglück mit einer großen Zahl von Beteiligten auf engem Raum, bei dem die räumliche Beengtheit mitursächlich für den Verlauf des Unglücks ist. Er legt die Vorstellung nahe, dass eine Menschenmasse bei Großveranstaltungen oder Schadensereignissen in Panik gerät und es zu unkontrollierten Fluchtbewegungen kommt. Ursache einer Massenpanik können gefährliche äußere Umstände (wie ein Brand oder der Einsturz eines Gebäudes) oder das Verhalten Einzelner innerhalb einer Menschenmasse sein.
Die Begriffe Massenunfall, Massenunglück und Massenpanik werden in den Medien häufig synonym verwendet. In vielen Landesgesetzen findet sich statt der Begriffe Massenunfall, Massenunglück und Massenpanik der Begriff Großschadenslage. Die Konzepte vieler Katastrophenschutzbehörden sehen in einem solchen Großschadensfall das Ausrufen eines sogenannten Massenanfalls von Verletzten (MANV) vor. Eine Massenpanik tritt nur im Verlauf eines sehr geringen Anteils von Massenunglücken auf.
Professor Dirk Helbing, ein Physiker und Soziologe, nannte den Begriff Massenpanik „oft missverständlich“. Eine Katastrophe passiere meist nicht, „weil Leute in einen Zustand psychologischer Panik verfallen“. Opfer seien „das Resultat eines physikalischen, nicht eines psychologischen Effekts.“ Forscher bevorzugen deshalb die Begriffe „crowd disaster“ und Massenunglück.
Im übertragenen Sinn gibt es Massenpaniken auch in Form von Verkaufslawinen an Wertpapiermärkten („Börsenkrach“) und anderen Börsen (zum Beispiel Rohstoffbörsen) und bei Schalterstürmen (Massen von Kunden versuchen, ihre Guthaben bei einer Bank abzuheben, siehe z. B. Panik von 1907).
Bei Herdentieren wie Rindern, Antilopen und Schafen gibt es das Phänomen der Stampede, das in seiner Dynamik ebenfalls Züge der Massenpanik hat. Die Deutung von stampedes als aus evolutionärer Sicht angepasstes Schutzverhalten in Gegenwart von Fressfeinden lässt sich nicht auf den Menschen übertragen.

## Gefühlsansteckung
Ein theoretischer Ansatz erklärt „Massenpaniken“ durch „Gefühlsansteckung“ als Ausbreitung individueller Panik. Man unterscheidet Panikreaktionen in offenen Systemen, geschlossenen Systemen oder in Flaschenhalssituationen. Letztere ist die gefährlichste Reaktion, da hier die Erregung der Betroffenen am stärksten ist. In offenen Systemen sind Fluchtmöglichkeiten vorhanden; in geschlossenen Systemen wie in Bergwerken sind entweder die Personenzahlen oder die Personendichten gering, so dass es sich um individuelle Panik handelt.

## Kritik am Konzept „Massenpanik“
Der Eindruck, dass allein durch das Zusammenkommen großer Zahlen von Menschen an einem Ort eine Panik ausgelöst werden könnte, ist empirisch nicht gesichert: Sime kritisiert, dass der Begriff Panik für Verhaltensweisen verwendet wird, die aus der subjektiven Perspektive rational sind und nur bei einer äußeren Betrachtung, mit zusätzlichen Informationen, die dem Betroffenen in der Situation nicht zur Verfügung standen, als irrational erscheint. Auch die Vorstellung einer „Massenseele“ (Gustave Le Bon: Psychologie der Massen, 1895 oder Sigmund Freud: Massenpsychologie und Ich-Analyse, 1921) ist umstritten.
Anhand der Auswertung von Computersimulationen nannte der US-amerikanische Geograf Paul Torrens die Vorstellung von der „hysterischen Masse“ einen „Mythos“. Die Masse könne einzelne Unruheherde sehr effektiv beruhigen. Die Mehrheit dürfe nur nicht versuchen einzugreifen, sondern müsse eine „störende“ Gruppe möglichst „ruhig umfließen – in so einem Verhalten zeigt sich die Weisheit der Masse“. Ungünstige Entwicklungen in Menschenmengen würden in der Regel damit beginnen, dass Einzelne die Körpersprache ihrer Neben- und Vorderleute missdeuten und sich entsprechend verhalten. Gleich einer Epidemie greife deren unruhiges Verhalten erst auf kleine Gruppen und schließlich auf die große Masse über, was in Unglücksfällen zum Kollabieren der „kollektiven Intelligenz“ führe.
Allerdings könne, so Torrens, kein Modell Katastrophenszenarien „auch nur annähernd akkurat voraussagen“, vielmehr müssten Maßnahmen der Prävention durchgeführt werden, damit Personengruppen nicht die Orientierung verlieren. Insbesondere Hinweisschilder, welche die intuitive Wahrnehmung der Passanten ansprechen, seien geeignet.

## Empirische Untersuchungen

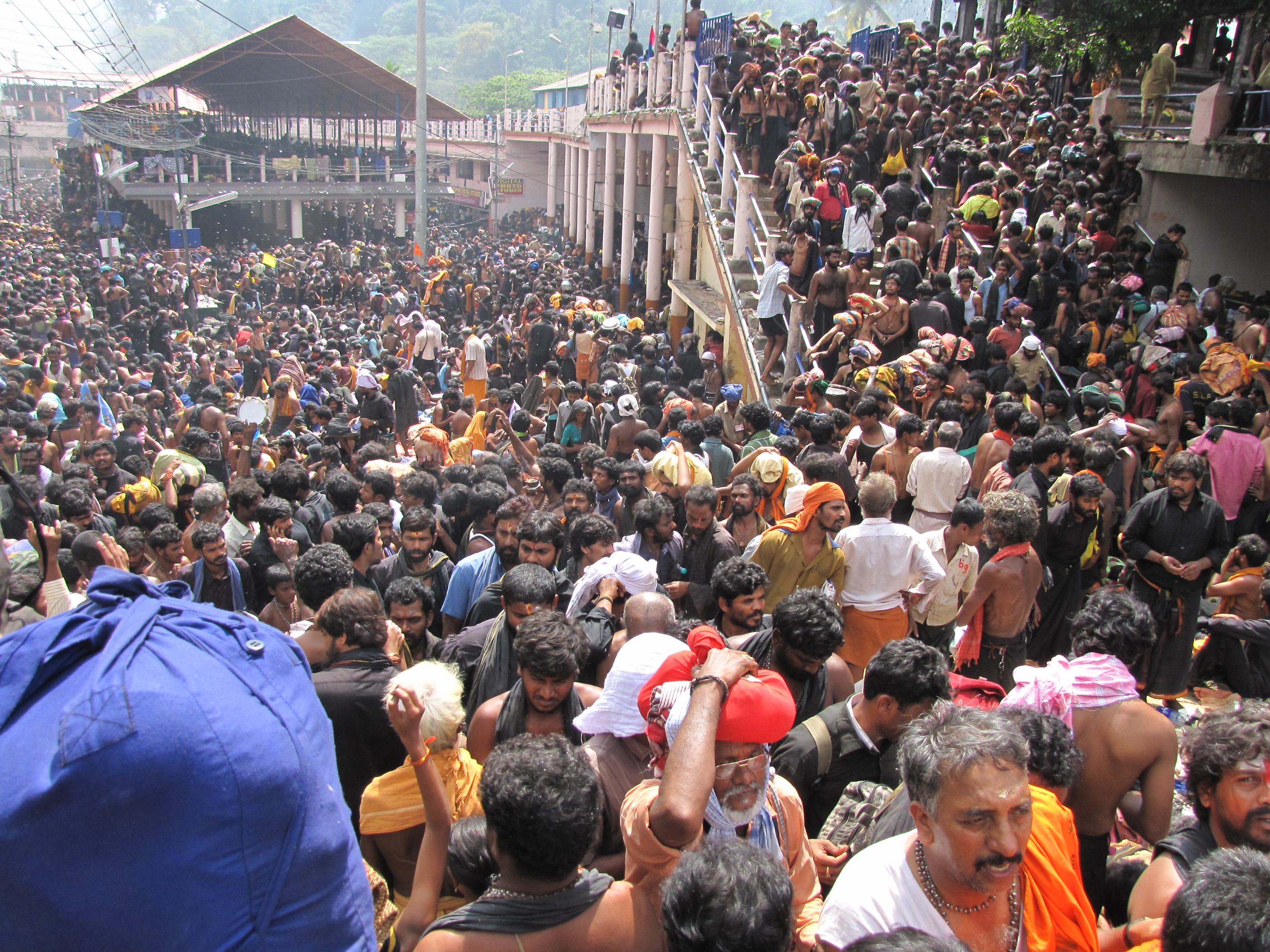
Menschenmassen von Pilgern in Sabarimala

Die Reaktion von Menschen in Gefahrensituationen wurde empirisch untersucht. Es stellte sich heraus, dass die meisten Menschen weder egoistisch noch unüberlegt reagieren. Nur etwa ein Prozent aller Menschen neigt in Notsituationen zu panikartigem, irrationalem Verhalten. Michael Schreckenberg hatte nach einer Analyse von 127 Fällen Panik als Ursache von Katastrophen ausgeschlossen. Vielmehr seien physikalische Prozesse ursächlich, zwar herrschen Instinkte vor und „der Organismus ist nur noch darauf ausgerichtet, sein Leben zu erhalten“, aber Flüchtende folgten vorhersagbaren Regeln. Auf etwa zehn Personen komme ungefähr ein Anführer, der eine Leitfigur darstellt. Weitere zehn Prozent, „die Sensiblen“, laufen bei kleinsten Gefahren los. Die restlichen 80 Prozent seien diejenigen, die „blind“ der Masse folgten. Zudem liefen Menschen, die in einer Masse fliehen, welche plötzlich ins Stocken gerät, nahezu exakt nach 15 Sekunden in eine andere Richtung.
„Massenpaniken“ mit hohen Opferzahlen kommen vor allem in Fußballstadien, bei religiösen Großereignissen oder bei Bränden in Diskotheken sowie Nachtklubs vor. Sie entwickeln sich relativ selten und unter speziellen Voraussetzungen. Neben der Gefahr durch toxische Rauchgase bestehen die Gefahren der Asphyxie durch die Kompression des Thorax, der Quetschung oder des „Niedertrampelns“. Helbing et al. (2000) definieren folgende charakteristische Vorgänge bei einer „Massenpanik“: Personen bewegen sich infolge von Panik deutlich schneller als in normalen Situationen, was zu Schubsen und Stoßen und insbesondere an Engstellen zu unkoordiniertem Verhalten führt. Personen werden durch die Stauwirkung eingeklemmt, der Druck kann bis zu 4450 N/m² betragen, was unter Umständen bis zum Einstürzen von Mauerwerk führen kann. Verletzte und am Boden Liegende stellen zudem ein weiteres Hindernis für Flüchtende dar, durch den „Herdentrieb (Massenpsychologie)“ orientieren sich die Betroffenen an dem Verhalten der anderen. Andere Ausgänge oder Fluchtwege können so leicht übersehen werden. Personenstromanalysen ergaben zudem, dass rund 80 Prozent aller Menschen im Notfall instinktiv jenen vertrauten Weg als Fluchtweg wählen, den sie zuvor gekommen sind – egal ob er länger oder riskanter ist als der nächstgelegene (markierte), aber unbekannte Fluchtweg. Daher sollten bei Veranstaltungen Eingangsbereiche entsprechend groß dimensioniert oder schon vorab mehrere Einlässe konzipiert werden, wie es beispielsweise bei Fußballstadien der Fall ist.

## Todesursachen
Die Haupttodesursache bei einer Massenpanik ist eine traumatische Asphyxie, speziell eine Kompressionsasphyxie. Dabei führt die extreme Enge in der Menschenmenge dazu, dass sich der Brustkorb nicht mehr in dem Maße ausdehnen kann, wie es für das Atmen erforderlich ist.

## Prävention
Starkes Gedränge oder Katastrophen mit vielen Beteiligten können eine „Massenpanik“ auslösen, die mit unkontrollierter Angst und massiven Fluchtbewegungen einhergeht. In einer solchen Situation gibt es nur wenige Interventionsmöglichkeiten. Die größten Einflussmöglichkeiten bestehen in der Entstehungsphase oder davor. Wichtig sind gezielte, klare, häufige, regelmäßige und strukturierte Aufforderungen und Informationen. Dies kann z. B. durch Lautsprecherdurchsagen oder durch Abläufe geschehen, die Gelassenheit demonstrieren (z. B. Fortsetzung der Veranstaltung wie eines Fußballspiels). Auch Aufmerksamkeit erweckende Interventionen (z. B. ein schriller Pfeifton) oder das Stellen einfacher Aufgaben können eine panische Menge erreichen (z. B.: „Achten Sie auf Kinder!“).
Entscheidend sei es, Kommunikation (wieder)herzustellen und die Selbstkompetenz des Einzelnen zu aktivieren. Die Verantwortlichen sollten bei einer Massenpanik sachlich und nüchtern wirken. Ihre Informationen sollten klar, eindeutig und wahrheitsgemäß sein. Mit den beschriebenen Interventionen könne es gelingen, die Erregung der Betroffenen zu dämpfen. Die Auseinandersetzung mit möglichen Katastrophen (Simulation) bereitet die Verantwortlichen darauf vor, auf plötzliche Ereignisse zu reagieren.
Ein Aufruf an eine Menschenmasse sollte vier Punkte umfassen, um einen möglichst hohen Befolgungsgrad zu erzielen:
- Aufmerksamkeitssignal
- Gefahrenhinweis
- Handlungsanweisung
- Erklärung der Konsequenzen

Eine Reihe von individuellen Handlungsempfehlungen gibt Clarke.